# Elizabeth Lee Hazen

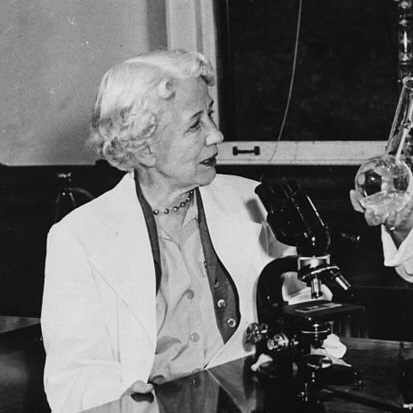
Elizabeth Lee Hazen um 1955

Elizabeth Lee Hazen (* 24. August 1885 in Rich, Mississippi; † 24. Juni 1975 in Seattle) war eine US-amerikanische Mikrobiologin, die mit Rachel Fuller Brown das Antimykotikum Nystatin entwickelte.

## Leben
Hazen wurde mit drei Jahren Waise und wuchs bei der Großmutter und einem Onkel auf. Sie studierte an der Mississippi University for Women (damals Mississippi Industrial Institute and College) mit dem Bachelor-Abschluss 1910 und war dann Lehrerin für Physik und Biologie in Jackson (Mississippi). Nebenbei besuchte sie Sommerkurse an Universitäten und setzte ihr Studium an der Columbia University fort mit dem Master-Abschluss in Biologie 1917 und der Promotion in Mikrobiologie 1927. Im Ersten Weltkrieg war sie Labortechnikerin in der US Army in Alabama und New York und nach dem Krieg stellvertretende Laborleiterin in einem Hospital in West Virginia, bevor sie ihr Studium 1923 an der Columbia University (College of Physicians and Surgeons und Presbyterian Hospital) fortsetzte. Ab 1931 arbeitete sie für die New Yorker Gesundheitsbehörde im Labor für bakterielle Diagnose und später in der Forschungsabteilung (Division of Laboratories and Research) in New York City, wobei sie sich auf Pilze und Pilzerkrankungen spezialisierte. Hier kam es in den 1940er-Jahren zur Zusammenarbeit mit der Chemikerin Rachel Fuller Brown bei der Suche nach praktikablen, für den Menschen weniger toxischen Fungiziden. Dabei untersuchten sie insbesondere Actinomyceten aus Bodenproben, einem Screening-Verfahren für Antibiotika von Selman Waksman folgend.
1948 entdeckten sie Nystatin, 1950 machten sie ihre Forschung öffentlich – einen Erfolg. Das Medikament erwies sich als erstes nicht-toxisches Antimykotikum mit breiter Anwendungspalette. Es kam 1954 auf den Markt. Brown und Hazen setzten ihre Zusammenarbeit fort und fanden weitere Antibiotika – Phalmycin und Capacidin.
Beide erhielten 1955 den Squibb Award und wurden 1994 in die National Inventors Hall of Fame aufgenommen. 1975 erhielt sie mit Brown (als erste Frauen überhaupt) den Chemical Pioneer Award und beide erhielten den Sara Benham Award.
Die Lizenzgebühren aus Nystatin von über 13 Millionen Dollar gingen in gemeinnützige Zwecke.